# Ottavio Abbati
Ottavio Eusvaldo Ferdinando Abbati (Fabriano, 5 aprile 1897 – Roma, 6 gennaio 1951) è stato un politico, antifascista e pubblicista italiano, segretario del Partito Repubblicano Italiano (PRI) nel 1938. Visse come rifugiato politico in Francia e fu membro della Commissione Esecutiva della Lega italiana dei diritti dell'uomo.

## Biografia

### Primi anni
Nonostante la famiglia Abbati fosse originaria di Savignano sul Rubicone, Ottavio Abbati crebbe con due fratelli più piccoli in condizioni modeste a Fabriano, luogo d'origine della madre Cesira Rossi. Suo padre, Giuseppe Abbati, era parrucchiere di orientamento socialista. Nel 1912 lui e la sua famiglia si stabilirono nella Svizzera occidentale. A Malley, Renens, Vevey e Ginevra apprese il mestiere di parrucchiere e si interessò alle idee politiche, rivolgendosi alla vita e agli scritti di Giuseppe Mazzini. Nel 1917 partecipò alla prima guerra mondiale. Nel 1918 si arruolò nuovamente volontario con le Truppe ausiliarie italiane in Francia (TAIF). Dopo la guerra si stabilì a Roma.

### Impegno politico a Roma (1918-1936)
Stretto collaboratore del politico e avvocato Giovanni Conti, divenne dapprima segretario della Federazione giovanile repubblicana del Lazio, poi membro del Comitato esecutivo della Federazione nazionale giovanile, in tale veste principalmente responsabile della propaganda e organizzazione. Nel 1921 partecipò al Congresso giovanile della Regione Lazio a Castel Gandolfo, e un anno dopo a Roma. Nel 1922 partecipò al congresso nazionale del Partito Repubblicano a Trieste come rappresentante delle sezioni di Corchiano, Montalto di Castro, Palombara Sabina, Roma e Viterbo.
Dopo lo scioglimento del Partito Repubblicano, continuò a lavorare in clandestinità. Nel luglio del 1932 fu arrestato insieme ad altre persone per aver fondato a Roma una propaggine del movimento Giustizia e Libertà e, dopo mesi di reclusione nel Carcere di Regina Coeli, fu mandato in esilio all'Isola di Ponza. Dopo il suo ritorno a Roma, sotto costante sorveglianza e più volte arrestato, riuscì a fuggire in Francia alla fine del dicembre 1936.

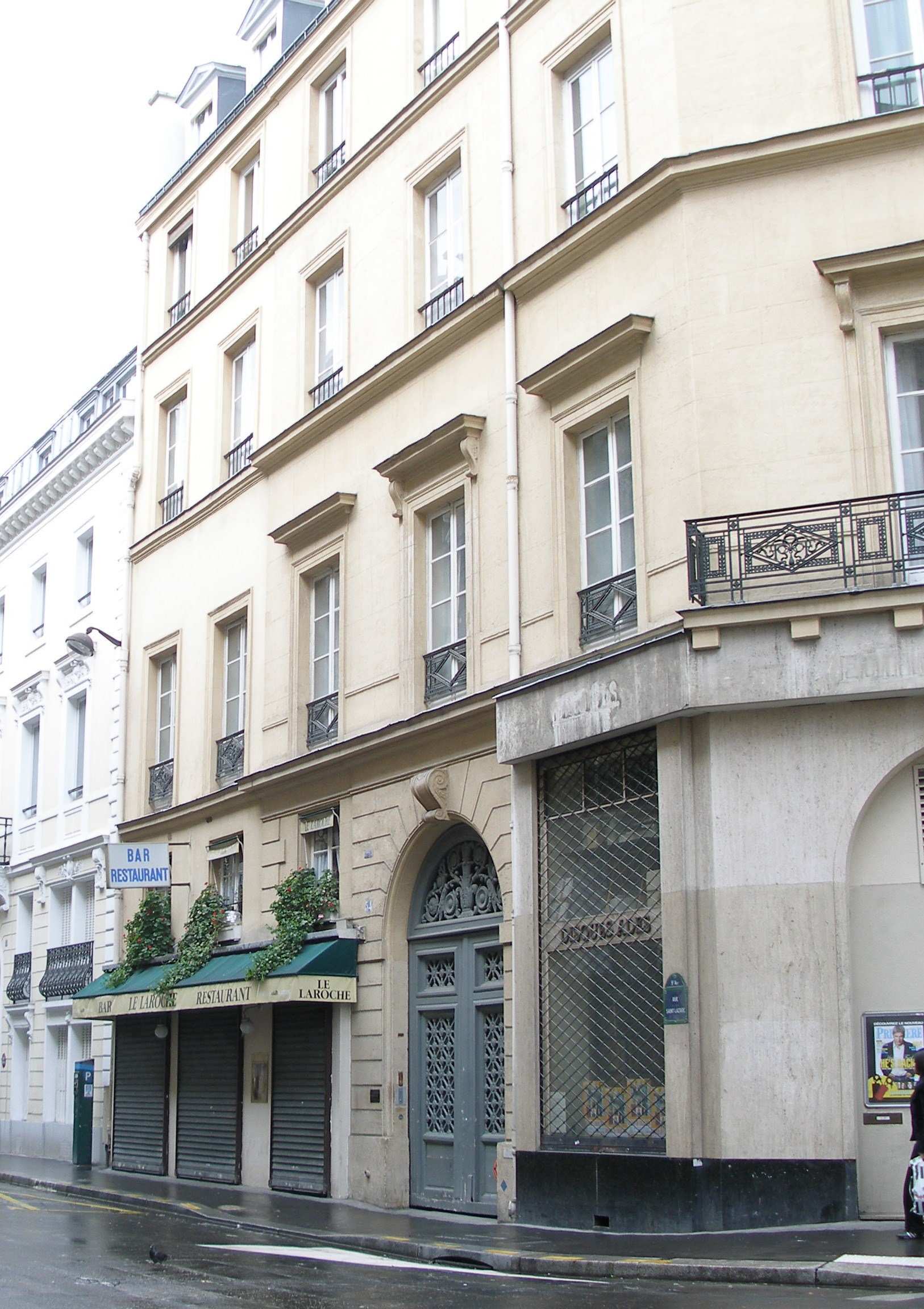
Parigi, 54 rue Saint-Lazare, sede del Partito Repubblicano Italiano in esilio

### Impegno politico in Francia (1937-1940)
Abbati fu attivo principalmente nell'organizzazione del Partito Repubblicano a Marsiglia e Nizza (reclutamento di nuovi membri, fondazione di nuove sezioni, ecc.). Nel gennaio 1938 Randolfo Pacciardi lo chiamò a Parigi e gli affidò l'amministrazione e la redazione de La Giovine Italia, settimanale politico per gli emigrati repubblicani in Francia, il cui primo numero uscì a Parigi nel dicembre 1937 e ad Annemasse dal settembre 1938. Nel 1938 ricoprì per alcuni mesi la segreteria del Partito Repubblicano.
Abbati è stato attivo nella Lega italiana dei diritti dell'uomo e durante il Congresso della LIDU di Nantes nel luglio 1938 fu eletto nel Comitato Esecutivo. Gli informatori della polizia politica fascista che si erano introdotti clandestinamente nel partito e nella LIDU inoltrarono numerose segnalazioni su di lui al Ministero dell'Interno di Roma. Pur essendo apolitica per ovvie ragioni, fu monitorata anche la sua corrispondenza con la famiglia a Roma; tutte le lettere furono lette, fotografate, valutate e archiviate.

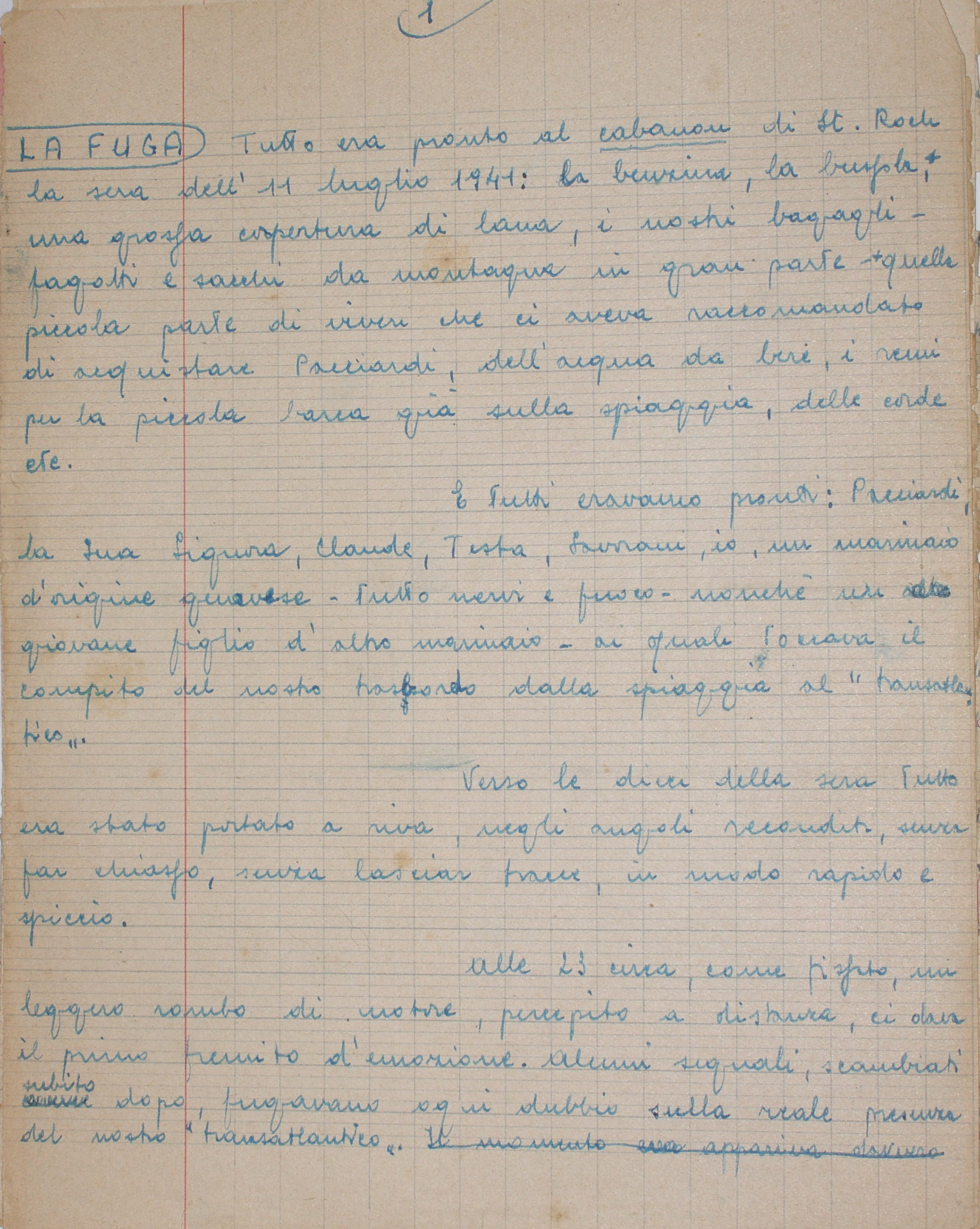
Annotazione del diario su un tentativo di fuga fallito da Orano (1941)

### Fuga, internamento e liberazione (1940-1945)
Dopo la sconfitta francese nel 1940, la polizia fascista inviò alle autorità di occupazione tedesche un elenco con i nomi di 123 "pericolosi sovversivi" ricercati e residenti in Francia , tra cui Abbati e Pacciardi. Sotto l'impressione della minaccia dell'arresto e dell'estradizione in Italia, tentarono insieme di fuggire da Marsiglia attraverso il Nordafrica verso gli Stati Uniti, ma solo Pacciardi vi riuscì, mentre Abbati e alcuni commilitoni politici (Antonio Bedei, Francesco Blesio, Francesco Burrai, Raffaele Savorani, Augusto Testa) rimasero bloccati ad Orano dopo diversi tentativi di fuga falliti. La via di fuga attraverso Orano, organizzata da Pacciardi, si rivelò un vicolo cieco.
La moglie di Abbati, Caterina Martini, seguì il marito ad Annemasse con il loro bambino nel dicembre 1938. Per un accordo tra il Ministero dell'Interno, la polizia romana e il consolato italiano a Chambéry, fu arrestata al confine italo-francese nell'autunno del 1940, inizialmente trasferita nel campo femminile di Pollenza senza una sentenza del tribunale e poi internata in provincia di Avellino fino alla fine del 1942 mentre il figlio undicenne veniva consegnato alla nonna a Roma dalla polizia.
Ottavio Abbati fu internato dalle autorità di Vichy a Tiaret nel 1941; le occasionali donazioni di amici in Svizzera (tra cui Egidio Reale e i due socialisti ticinesi Francesco Borella e Guglielmo Canevascini, e a Tunisi Guido Levi) gli consentirono di sopravvivere. Nel 1943 fu liberato dalle truppe statunitensi. Lavorò poi per le autorità militari statunitensi ad Algeri nell'ambito della propaganda antifascista; nel febbraio 1945 tornò a Roma.

### Dopoguerra (1945-1951)
Nel marzo 1945 fu incaricato da Pacciardi di riorganizzare il partito, ma fu destituito nel luglio dello stesso anno a causa di divergenze di opinioni sul corso del partito. Corse per le elezioni parlamentari nel 1948, ma non riuscì a farsi eleggere. Ottavio Abbati morì il 6 gennaio 1951 a Roma.

## Riconoscimenti
Il 9 dicembre 1976, per il 50º anniversario dell'adozione delle leggi eccezionali e della formazione del tribunale speciale fascista, Ottavio Abbati (postumo) e altri 16 antifascisti ricevettero una medaglia dalla città di Roma "per il loro impegno contro la dittatura".